# Richard Soumah
Richard Soumah (Créteil, 6 ottobre 1986) è un ex calciatore francese naturalizzato guineano, di ruolo centrocampista.

## Palmarès

### Club

#### Competizioni nazionali
- Coppa di Francia: 1

Guingamp: 2008-2009